# Brian Jamieson (aviron)
Pour les articles homonymes, voir Brian Jamieson.
Brian G. Jamieson est un rameur d'aviron américain né le 7 mars 1969 à Livingston (New Jersey).

## Biographie
Brian Jamieson participe aux Jeux olympiques d'été de 1996 à Atlanta à l'épreuve de quatre de couple et remporte la médaille d'argent en compagnie de Tim Young, Eric Mueller et Jason Gailes.